# Бахтинские
 Бахтинские  — опустевшая деревня в Яранском районе Кировской области в составе Салобелякского сельского поселения.

## География
Расположена на расстоянии примерно 35 км по прямой на юг-юго-восток от города Яранск.

## История
Известна с 1873 года как починок Бахтинский (Таганы), где дворов 12 и жителей 104, в 1905 38 и 266, в 1926 50 и 286, в 1950 48 и 174, в 1989 34 жителя. Настоящее название утвердилось с 1939 года.

## Население
Постоянное население составляло 12 человека (русские 100%) в 2002 году, 0 в 2010.